# Longzhouacris longipennis
Longzhouacris longipennis är en insektsart som beskrevs av Huang, C. och Wei Ying Hsia 1985. Longzhouacris longipennis ingår i släktet Longzhouacris och familjen gräshoppor. Inga underarter finns listade i Catalogue of Life.